# Tapinocyba kolymensis
Tapinocyba kolymensis är en spindelart som beskrevs av Kirill Yeskov 1989. Tapinocyba kolymensis ingår i släktet Tapinocyba och familjen täckvävarspindlar. Inga underarter finns listade i Catalogue of Life.